# Péninsule d'Otago
 (4 juillet 2025).

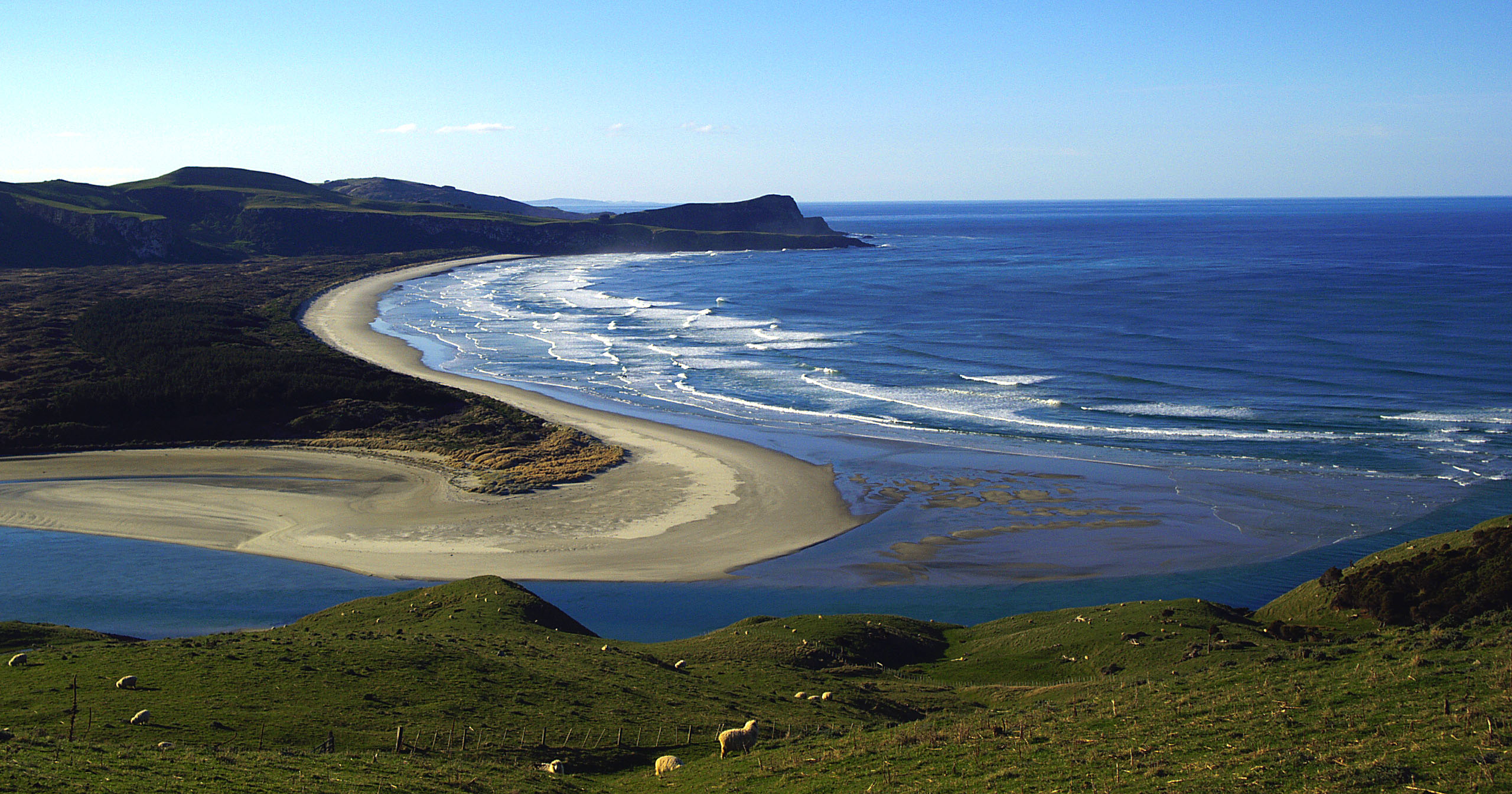
Le cap Saunders sur la péninsule d'Otago.

La péninsule d'Otago est une longue bande de terre vallonnée en forme de doigt, partie la plus à l'est de Dunedin, sur l'île du Sud de Nouvelle-Zélande.

## Description
D'origine volcanique, elle forme un mur composé de vallées érodées constituant maintenant le port d'Otago. La péninsule siège au sud-est du port d'Otago et s'étend parallèlement à la terre ferme sur 20 km, avec une largeur maximum de 9 km. Elle est reliée à la terre à sa partie sud-ouest par un isthme de seulement 1,5 km de large.
Les banlieues de Dunedin empiètent sur l'extrémité ouest de la péninsule et sept bourgs s'étendent le long des bords des rivages du port. La majorité du terrain est habitée de façon parsemée et occupée par des parties de prairies ouvertes. La péninsule abrite de nombreuses espèces sauvages et en particulier des oiseaux de mer, des pinnipèdes et des manchots et plusieurs établissements touristiques écologiques opèrent dans cette zone.

## Géographie

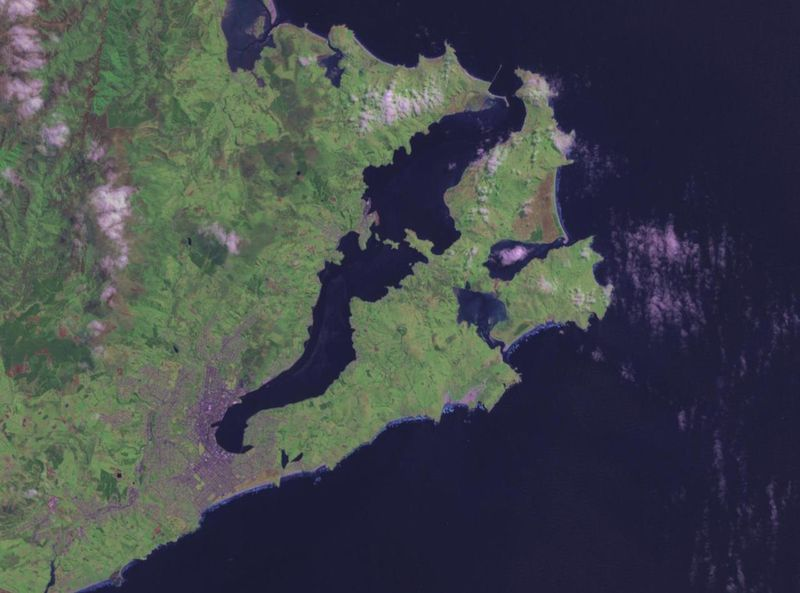
Photo satellite de la NASA de la péninsule d'Otago et du port d'Otago. La ville de Dunedin est située au niveau de l'isthme en bas à gauche.

La péninsule s'est formée en même temps que les collines qui lui font face de l'autre côté du port, sous la forme d'une longue bande volcanique éteinte. Plusieurs des pointes de la péninsule, en particulier ce qui est appelé les cônes du port, montrent clairement leur origine volcanique du fait de leur forme. Ces roches ont été érigées il y a treize à dix millions d'années.
La plus grande partie de la péninsule est formée de zones de collines humides dont le point le plus élevé est le mont Charles (408 m), le cône du Port et le Sandymount. La côte pacifique de la péninsule est profondément indentée par deux criques, Hoopers Inlet et Papanui Inlet, entre lesquelles se situe le Cape Saunders. Les curiosités naturelles à proximité comprennent les falaises de 250 m de haut de Lovers Leap et de Chasm.
À l'entrée du port d'Otago, la péninsule s'élève vers Taiaroa Head, une zone de reproduction d’un oiseau de mer, l'Albatros de Sanford (appelé Northern Royal Albatros en anglais) ; c’est la seule colonie d'albatros que l'on puisse trouver sur une terre habitée. Le centre d'observation de cette colonie est l'une des attractions écologiques principales de la péninsule, avec d'autres formes de vie sauvage comme les phoques et les manchots des antipodes, appelés aussi « manchots aux yeux jaunes ».
La plus grande partie de la péninsule est formée de fermes libres avec un nombre croissant de petites compagnies ou de mode de vie en communauté. Des sites de biodiversité comme « Taiaroa Head » sont conservés comme des sanctuaires de la vie sauvage. De nombreuses espèces d'oiseaux de mer et d'échassiers en particulier, peuvent être rencontrés autour des îlots maritimes, comprenant des spatules blanches, des pluviers et des hérons.

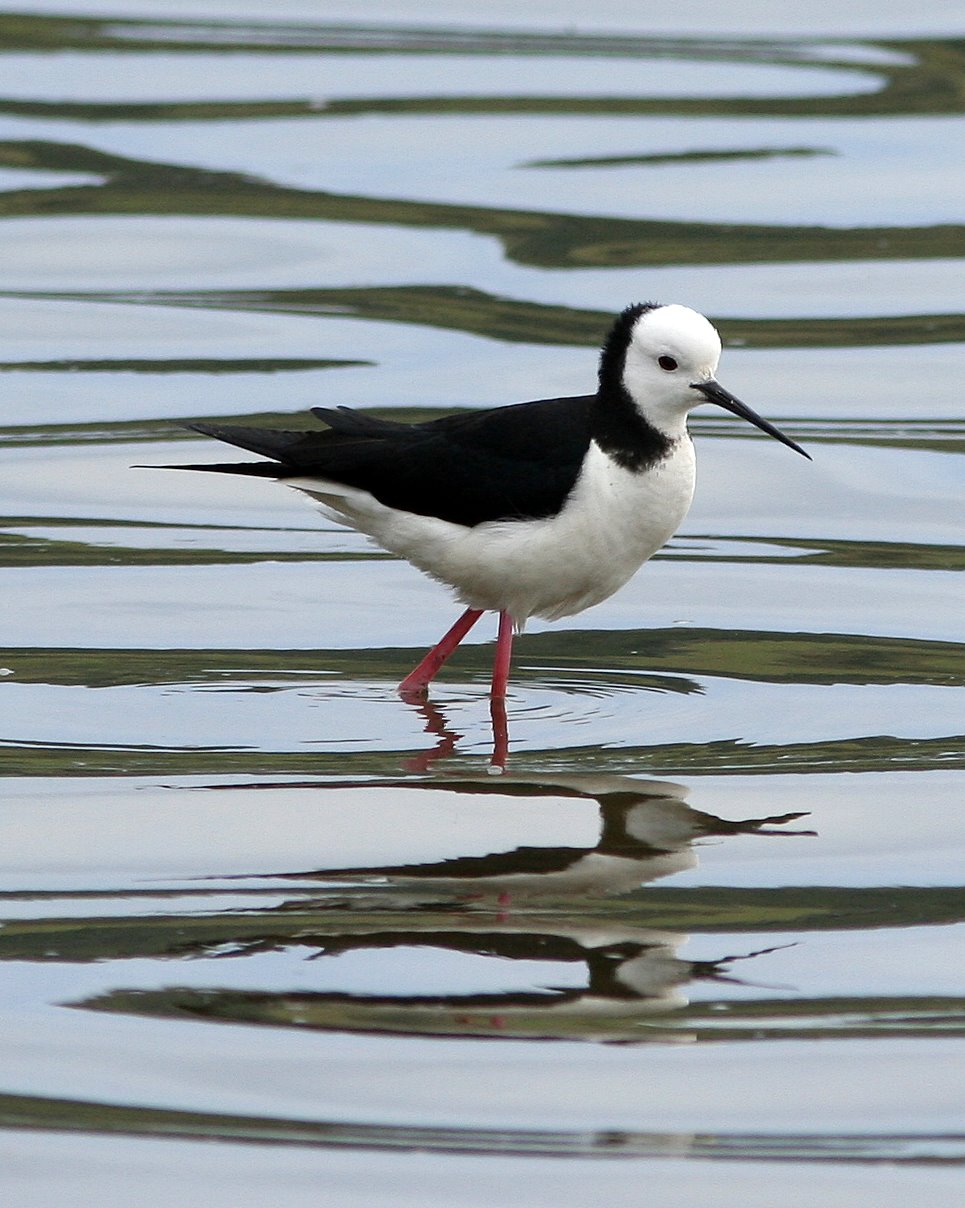
Échassier à plumes noires de la péninsule.

Sur la côte de l'océan Pacifique, la péninsule comporte plusieurs plages qui sont assez éloignées de Dunedin pour n'être occupées que de façon espacée même au milieu de l'été. Elles comprennent Allan's Beach, Boulder Beach, Victory Beach et Sandfly Bay.
Victory Beach, dénommée au XIXe siècle à la suite de l'échouage du Victory contre la côte, est caractérisée par une formation rocheuse connue localement comme les « Pyramides » pour sa ressemblance avec les monuments anciens de l'Égypte. « Sandfly Bay », dénommée ainsi non pour les insectes mais pour le sable soufflé par le vent, peut être rejointe par un passage à travers l'une des dunes les plus hautes de Nouvelle-Zélande qui s'élève à 100 m au-dessus de la plage.
D'autres attractions touristiques situées sur la péninsule comprennent « Larnach Castle », un poste de défense restauré du système de la défense de la côte par des canons et un mémorial de la guerre (cairn). Il existe un panorama de la ville et de la campagne alentour à partir de la route des hautes falaises « Highcliff Road », qui court tout le long de l'échine de la péninsule.
La population totale de la péninsule est de moins de 10 000 habitants, dont la moitié dans la banlieue de Dunedin, formant l'extrémité ouest tel que « Vauxhall » et « Shiel Hill ». Pour le reste de sa longueur, seule une petite bande étroite adjacente au port d'Otago est habitée, avec plusieurs petites communautés dispersées sur sa longueur. La plus large est Macandrew Bay (c'est le peuplement le plus important de la péninsule avec une population de 1 100 habitants), « Portobello », et « Otakou »], qui était le site de la première installation permanente d'Européens dans le port, et le site de la première station baleinière, qui est commémorée à côté de Weller's Rock.

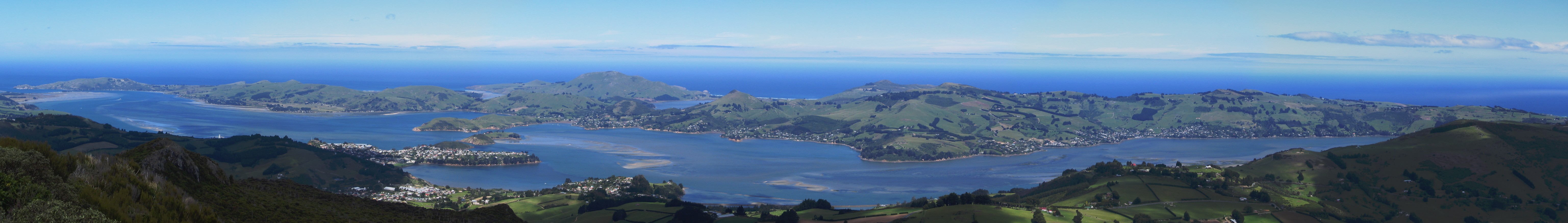
Panorama de la péninsule d'Otago à partir du mont Cargill.

## Histoire

### Le peuplement pré-européen

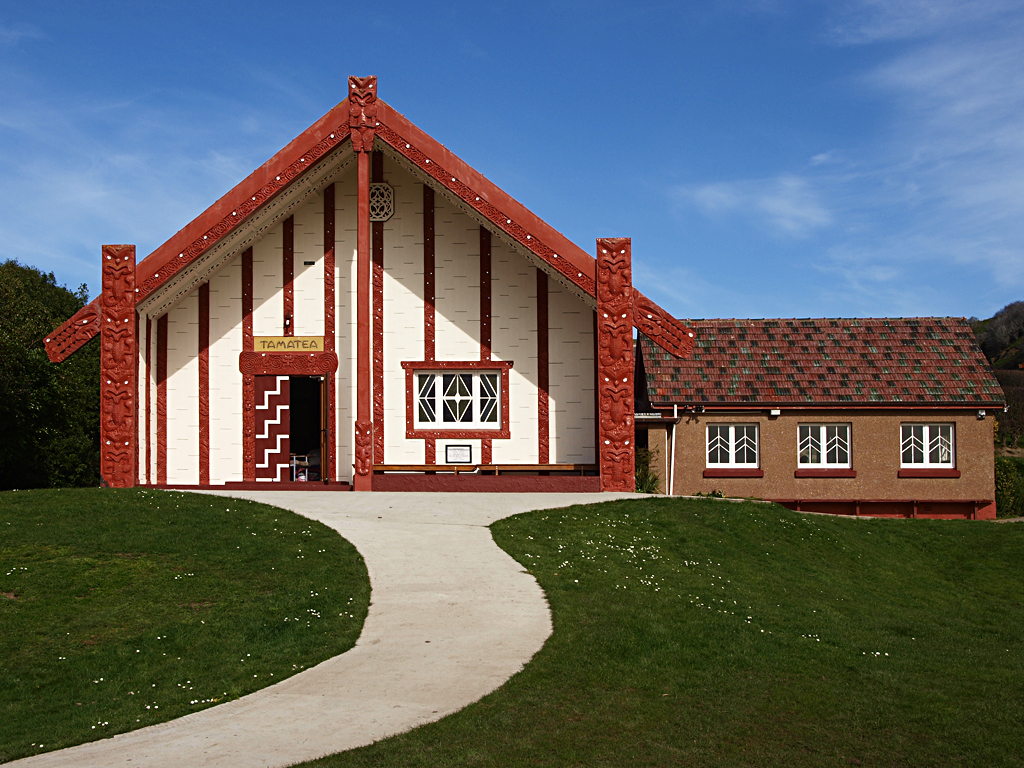
Otakou marae whare runanga.

Les connaissances archéologiques modernes sont en faveur d'un premier peuplement de la Nouvelle-Zélande vers l'an 1100 avec une concentration sur la côte est de l'île du Sud. Au temps des chasseurs de Moa, la péninsule d'Otago était une zone occupée de façon relativement dense et la zone la plus peuplée du centre du pays.
La carte des sites archéologiques maoris recensés par la « Commission de conservation d'Otago » en montre beaucoup plus dans la péninsule d'Otago que partout ailleurs dans la région. Une autre vue centrée sur la période archaïque montre des sites agglutinés dans la péninsule et le long de la côte autour du port vers l'ouest et vers le nord. C'est l'une des deux ou trois concentrations visibles de la côte est de l'ile du Sud : l'une est située vers Oamaru au sud du fleuve Pleasant ; une autre vers le sud de Waikouaiti, qui comprend la péninsule d'Otago et le bout de l'estuaire de « Kaikorai » ; une autre s'étendant au sud de l'embouchure du fleuve Clutha. Ce groupement contient quelques sites plus larges. Sur la péninsule d'« Otago », celui de « petit Papanui » est de taille moyenne alors que celui de la banlieue de « Harwood «  est l'un des plus larges. Il y a de nombreux plus petits sites, qui sont clairement visibles, bien que souvent non reconnus par les visiteurs, pour ce qu'ils sont.
Leurs occupants étaient des peuples de culture polynésienne et leurs descendants, qui étaient les ancêtres des Maori modernes, y vivaient de la chasse des gros oiseaux, et en particulier de l'espèce maintenant éteinte des « moas », qui ne volaient pas, mais aussi des phoques et de la pêche. Des pendentifs en chevron d'ivoire de baleines ont été trouvés à « petit Papanui «, où ils ont été fabriqués par les premiers occupants du site et sont maintenant au musée d'Otago « Otago Museum », à Dunedine.
Le site le plus ancien a été estimé avoir été occupé peu de temps avant 1150 à 1 300 A.D. Un autre site de la péninsule dans l'anse de Papanui est estimé avoir été occupé à la même période que celui plus large de la banlieue de Harwood. Little Papanui et Harwood sont considérés comme étant des colonisations permanentes et non de simples campements temporaires.
Une datation unique au carbone pour Harwood suggère que le site était occupé en 1450 Ces trois magnifiques herminettes en pierre verte, nous dit H.D. Skinner sont les plus fines de leur type, qui furent découvertes à proximité et datées de la même époque. Elles représentent déjà une forme archaïque quand elles furent fabriquées. Elles sont au musée d'Otago. La tradition orale des Maori du sud raconte l’arrivée successive de cinq vagues de peuplement alors que les plus anciennes, Kahui Tipua, parait être une opinion anthropologique moderne folklorique mais néanmoins ils représentent des personnes historiques qui se sont incrustées dans la légende,.
« Te Rapuwai » vint ensuite et semble être la succession de deux tribus « Waitaha », mais il a été suggéré qu'en fait ce ne pourrait être qu'une tribu (« Waitaha ») ou un nom « fourre-tout » pour tous les peuples initiaux, par rapport à ceux qui sont arrivés plus tard. Le terme 'Te Rapuwai' peut, peut-être avoir été utilisé comme ceci. Néanmoins certains migrants comme ceux de la péninsule peuvent avoir été identifiés traditionnellement comme « Te Rapuwai ». Les arrivants plus tardifs d'Anderson ou la tribu « Waitaha », sont arrivés dans le sud au XVe siècle. Les Moas et les chasseurs de moas déclinèrent mais une nouvelle culture Māori classique se développa, caractérisée par la construction de « pa », qui sont des villages fortifiés, à l'occasion d'une nouvelle vague de migration dans la péninsule d'Otago. Les gens pratiquèrent à ce moment une économie vivrière.
Une dépendance croissante semble s'être installée vis-à-vis de la récolte des racines du palmier à choux (« cordylline australis ») et « umu ti », et des étuves à « cabbage tree » ont proliféré dans certaines zones de la péninsule traduisant une utilisation intensive de la terre. Les Kati Mamoe (en Ngāti Mamoe Māori modernes ) sont arrivés plus tard au XVIe siècle. Puis les Kai Tahu (Ngāi Tahu en māori moderne) arrivèrent une centaine d'années plus tard. « Pukekura », une forteresse sur « Taiaroa Head », fut érigée vers 1650. Des villages tout près de la plage de « Te Rauone » datent probablement de la même période. Les terrasses de « Pukekura » sont toujours visibles et certaines ont été incluses ultérieurement dans les ouvrages de défense européens.
De nombreuses traditions survivent de cette époque, concernant des figures telles que « Waitai » et « Mokit II », qui vécurent tous les deux à différentes époques à « Pukekura pa ». L'une des plus connues concerne « Tarewai » qu'il est difficile de replacer dans la chronologie mais qui fut un descendant de « Kai Tahu ». Il gagna la possession de « Pukekura », et fut en conflit avec « Kati Mamoe » à « la crique de Papanui » et réussit une évasion dans « Pukekura » par la falaise connue comme « le saut de Tarewai ». C'est un argument pour le droit de pêche de « Kati Mamoe » sur la crique de « Papanui ». Un hameçon, particulièrement fin, ayant valeur de talisman en os de baleine du XVIIIe siècle fut trouvé ici et est maintenant au musée d'Otago.

### L'arrivée des Européens

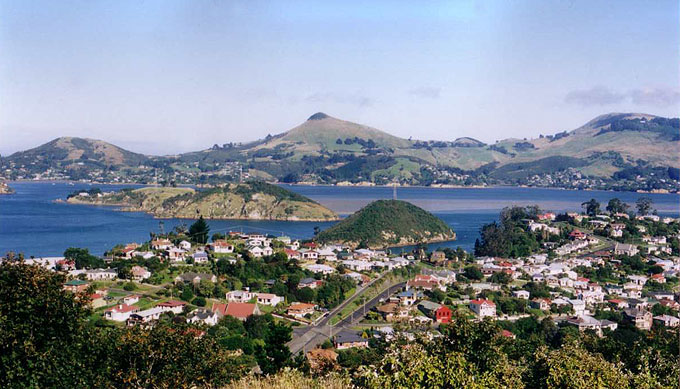
Vue à travers le port de Chalmer Port Chalmers et le port d'Otago en direction de la Péninsule d'Otago, au centre le Cone d' « Harbour Cone ».

James Cook fut en vue de la côte en février 1770 et la dénomma « Cape Saunders » du nom du secrétaire de l'Amirauté Charles Saunders (amiral). Sa carte montre une baie, là où se trouve actuellement la crique « Hooper », qui peut avoir été explorée et dénommée par Charles Hooper, officier supérieur du navire anglais de « Daniel Cooper », L’« Unity », lors de l'été 1808-1809.
Les chasseurs de phoques utilisaient le port dès cette époque comme mouillage à « Wellers' Rock », le moderne « Otakou », où il y avait alors une colonie importante de Māori (un ou plusieurs établissements). La guerre des chasseurs de phoque Sealers' War (aussi connue comme la guerre de la chemise) a été allumée par un incident à l'« anse de Sydney » dans le port d'Otago en 1810 parce que ses hommes chassaient le phoque au « Cap Saunders ». Cet incident entraîna l'explorateur australien James Kelly à attaquer la ville d'Otago, probablement la colonie de « Te Rauone » en décembre 1817 après que William Tucker et d'autres furent tués à « Whareakeake » (la plage du meurtre) à quelques miles au nord. La paix fut rétablie en 1823. 1826 vit la visite du Rosanna et du Lambton, les bateaux de la première compagnie de Nouvelle-Zélande apportant les premières femmes européennes qui aient été enregistrées et donnant les images de la Péninsule de Thomas Shepher, les plus anciennes connues, tirées par la librairie « Mitchell » de Sydney. En novembre 1831 les frères Weller:, Joseph, George et Edward, établirent leur station de chasse à « Wellers Rock ».
Au cours d'une décennie turbulente, l'établissement d'Otago des Wellers s'accrut pour devenir le plus important de la région et le port devint un port international de chasse au phoque. Des femmes européennes présentes dans la station dès le commencement. Il y eut des conflits avec les Māori qui souffrirent d'épidémies de rougeole et d'influenza en 1835 et 1836. La chasse au phoque s'effondra en 1839 et Dumont d'Urville, visitant les navigateurs français, décrivit les communautés européennes et maori de la Péninsule se livrant ensemble au trafic d'alcool et de sexe en mars 1840. Le « traité de Waitangui » fut signé dans la Péninsule en juin, bien que l'Ile du Sud ait toujours été annexée du fait du droit de la découverte. Le premier service religieux chrétien fut célébré plus tard sur la péninsule à Otago par l'évêque « Jean-Baptiste Pompallier ». En 1841 Octavius Harwood and C.W. Schultze prirent le dessus sur les opérations des frères Wellers. Différents visiteurs européens ont été notés au cours de l'année 1840.
En 1844 les Māori se réservèrent des terres à la « tête » lorsqu'ils vendirent Otago Block à l'Association « Otago » pour l'installation de la colonie de l’Église libre d’Écosse. Charles Kettle, le géomètre expert de l'Association, fit la carte des segments suburbains et de la campagne adjacente en 1846-7. L'arrivée des bateaux des premiers immigrants début 1848 montra que le centre de la colonisation se déplaça vers Dunedin alors que Port Chalmersde l'autre côté du mouillage succéda à Otago comme port international. En décembre William Cargill, leader séculier de l'établissement d'Otago, pétitionna au près du gouvernement avec succès pour rendre à « Otago » son nom original. Le vieux village de chasseur de phoques et le peuplement adjacent des Māori sont devenus maintenant « Otakou ».

### La croissance récente de la population
Alors que Dunedin se développait, l'extrémité sud de la Péninsule devint une cité de loisir puis une banlieue. Le bush (végétation) initial fut éclairci sur la plus grande partie de sa surface, ce qui entraina une transformation radicale du paysage. Les implantations se firent le long du bord du port et de la route au-dessus des falaises sur la dorsale de la langue de terre mais à la phase initiale du peuplement par les européens aussi sur les pentes plus exposées du Pacifique.

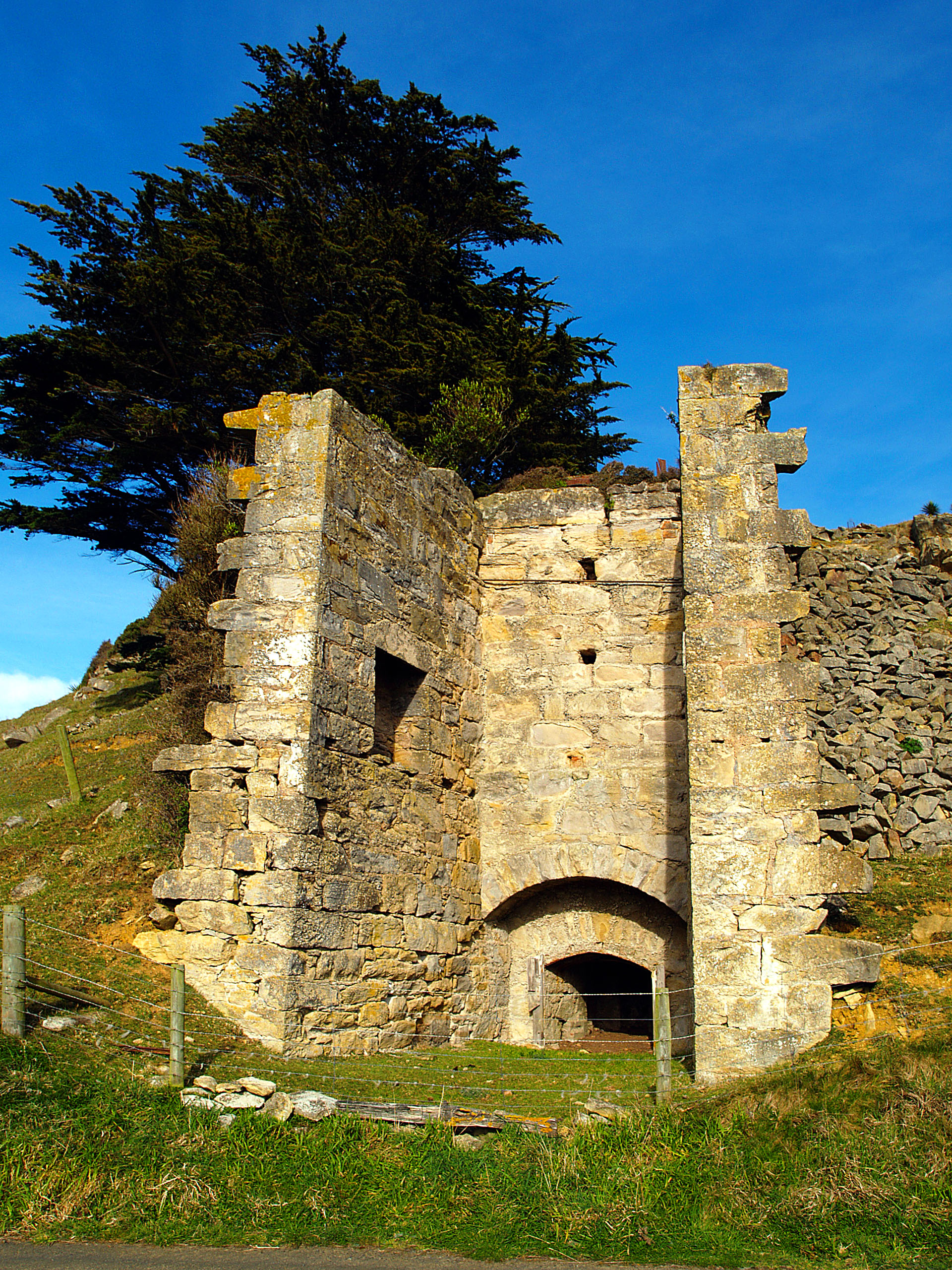
Peninsula lime kiln.

Durant la ruée vers l'or de l'Otago dans les années 1860, des jardins d'agrément furent installés à Vauxhall ; George Grey Russell construisit sa maison à « Glenfalloch » et William Larnach (en) acquit un terrain pour sa grande demeure à Pukehiki, 'Larnach Castle'. Un phare fut construit à « Taiaroa Head » en 1864 et les travaux commencèrent en utilisant parfois les prisonniers, y compris les prisonniers de guerre Maori, pour construire la route sinueuse du bord du port avec ses digues caractéristiques en pierre locale. À travers le paysage clairsemé, les colons ont construit des murs en pierres sèches suivant l'aspect des « Galloway Dykes », une autre caractéristique manifeste et distinctive du paysage dont le seul autre exemple en Nouvelle-Zélande est situé sur les hauteurs à l'opposé du port. Des séchoirs à citrons verts en pierre furent construits près de « Sandymount » en 1864.
Les terrains furent utilisés à la fois pour la culture puis plus tard pour l'élevage laitier. Cela aboutit à la création de la première coopérative laitière de Nouvelle-Zélande, située à Springfield sur la route des crête « Highcliff Road », en 1871. La péninsule devint un comté en 1876, le centre administratif devenant « Portobello ». Dans les années 1880, par crainte d'invasion russe, « Taiaroa Head » fut fortifié. Un canon y fut installé en 1886. Des ferries reliaient la côte de la péninsule au port, à la cité et au port de « Chalmers ».
En 1904, un couvoir pour poissons de mer fut allé[Quoi ?] dans l'Aquarium de Portobello. Un autre signe du changement des comportements vis-à-vis de la Nature est l'établissement volontaire en 1920  d'un colonie protégée d'Albatros Royal à « Taiaroa Head », qui est maintenant reconnue pour son intérêt scientifique.
Le XXe siècle a vu le paysage changé par le drainage et le développement de la plaine de « Taieri », ce qui donna lieu dans cette zone à des pâturages extensifs. La population rurale déclina, en particulier sur la côte pacifique, laissant des chevaux vivants abandonnés et des routes se dégradant lentement sous les plants d'aubépine. Le paysage modifié par les européens a repris un air de décomposition veloutée[Quoi ?] et commence à avoir un aspect « naturel », inhabituel dans un pays récemment colonisé comme la Nouvelle-Zélande. Ceci attire l'attention des visiteurs et des artistes. Colin McCahon, le plus célèbre des peintres néo-zélandais, a travaillé le premier sur cette vision des paysages de la Nouvelle-Zélande en étudiant celui de la Péninsule.  Son tableau le plus connu, Otago Peninsula (1946-49), fait maintenant partie de la collection de la Bibliothèque de Dunedin. Un émetteur Radio est apparu à « Highcliff » et la dépopulation rurale est compensée par la croissance des lotissements aux abords du port.
L'amélioration du réseau routier signe la mort des ferries. Après la Seconde Guerre mondiale, la garnison de « Taiaroa Head » a été retirée et le phare automatisé. L'Université d'Otago a repris l'installation du couvoir pour faire des structures de recherche dans la mesure où l'aspect commercial allait en décroissant. La ville de Dunedin a absorbé le comté de la Péninsule en 1967, en permettant d'étendre l'adduction d'eau et le réseau d'égouts.
Au cours de la décennie récente, on note une occupation croissante des zones suburbaines de la ville, le développement d'un style de vie différent sur les pentes du port et une augmentation du trafic touristique. La péninsule d'Otago est l'un des quelques emplacements de Nouvelle-Zélande où une occupation humaine ancienne est visible. Dans une composition prolifique[Quoi ?] mais compacte du paysage, le challenge est de maintenir l'équilibre entre l'aspect humain et naturel de la croissance résidentielle et touristique.

## Histoire naturelle

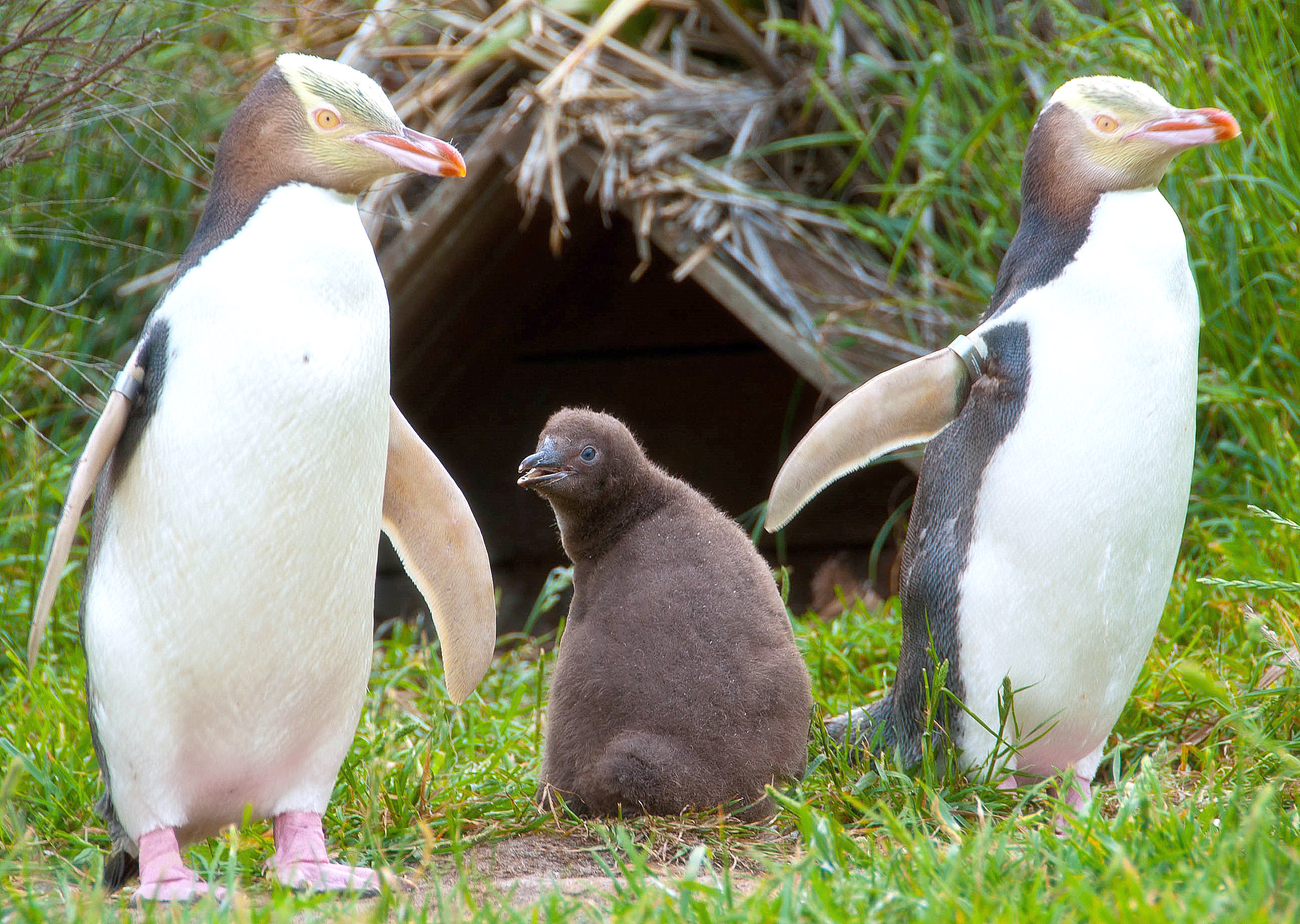
Famille de manchots aux yeux jaunes sur la péninsule d’Otago.

Il y a une flore et une faune très diversifiées sur la Péninsule d'Otago. La faune aviaire qui y est observé comprend le manchot des antipodes ou manchot à œil jaune (Megadyptes antipodes) qui est en danger, le manchot pygmée ou petit manchot bleu (Eudyptula minor), le cormoran, le gekkota endémique nommé en anglais Jewelled Gecko (Naultinus gemmeus) et l'albatros royal. Les colonies de phoques et de lions de mer se sont régénérées pendant le XXe siècle. Un grand nombre d’otaries à fourrure de Nouvelle-Zélande (Arctocephalus forsteri) et de lions de mer de Nouvelle-Zélande (Phocarctos hookeri) se reproduisent près de Taiaroa Head. Les éléphants de mer australs et les léopards de mer sont aussi fréquents[réf. nécessaire].
En 1975 une baleine a été vue dans le port d'Otago pour la première fois depuis le temps de la chasse à la baleine et le nombre de signalement de grosses baleines dans cette zone va en augmentation. Les baleines franches australes (Eubalaena australis), qui étaient d’une espèce cible pour la chasse à la baleine ont été décimées pratiquement jusqu'à leur extinction, mais sont maintenant en train de se reconstituer lentement et peuvent être aperçues au large de la côte d'Otago lors de leur migration, de même que des baleines à bosse (Megaptera novaeangliae). La présence d'autres baleines a été confirmée dans ce secteur dans les périodes récentes, dont des baleines bleues et des baleines de Minke. Plusieurs espèces de dauphins ou de petites baleines apparaissent constamment autour de la péninsule : le dauphin obscur (Lagenorhynchus obscurus), le grand dauphin, le dauphin commun à bec court, le dauphin d'Hector (Cephalorhynchus hectori) qui est d’une espèce menacée, et créent des dangers[Lesquels ?] par leur présence. L'orque, le « tueur de baleines » est aussi occasionnellement visible. Les cachalots peuvent être observés un peu plus loin en mer ou, plus rarement, échoués.

## Attractions touristiques

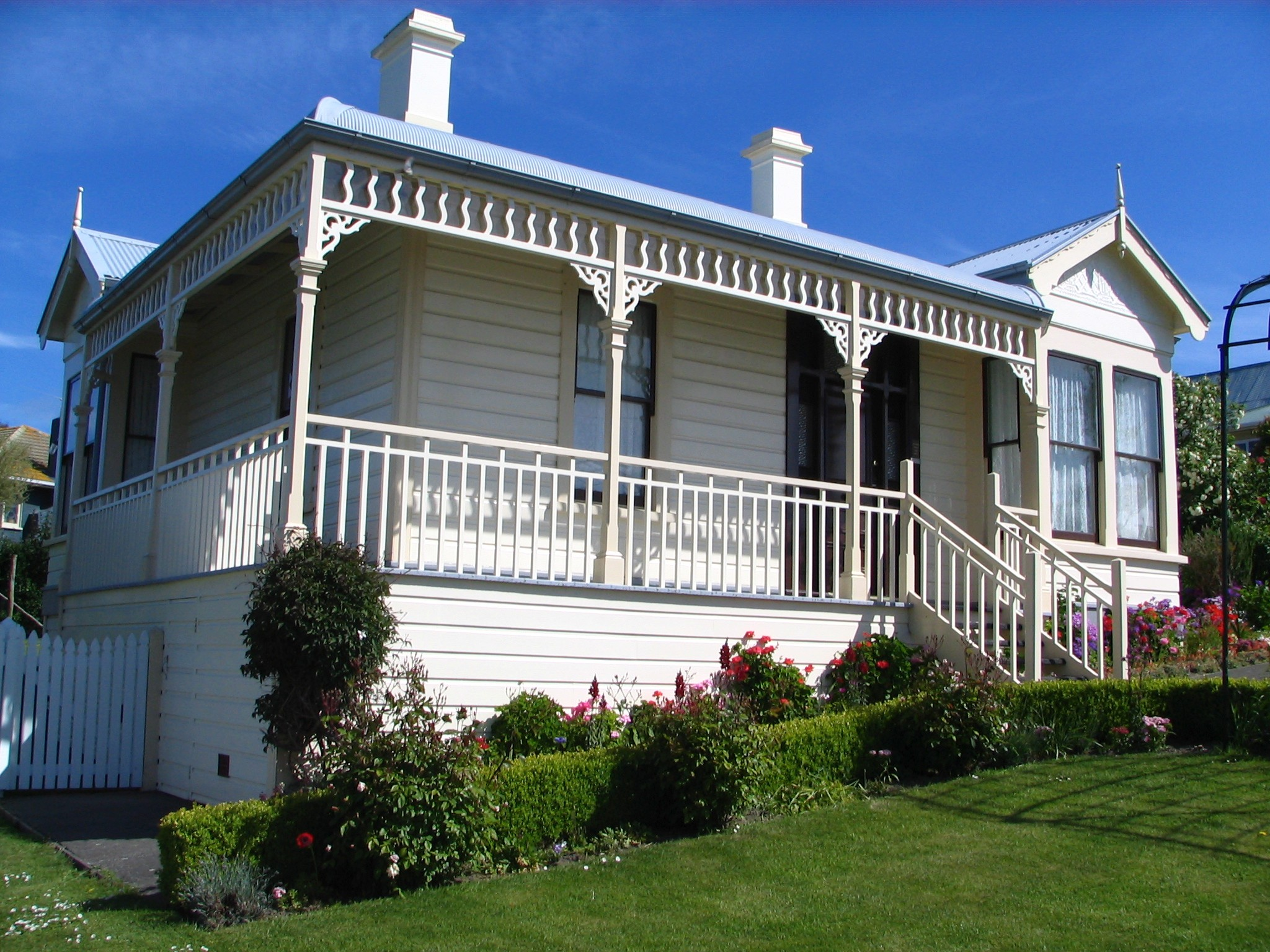
Fletcher House in Broad Bay

- la Mainson Fletcher, Musée d'Edwardian cottage, Broad Bay, New Zealand.
- Musée de la Péninsule d'Otago Peninsula et société d'Histoire du Museum, de la société de la Péninsule et de l'agriculture, Portobello.
- Otago University Marine Aquarium (en), Aquarium, Portobello.
- Larnach Castle (en)